# Морављани (јужнословенско племе)
Морављани (или Моравци), су били средњовековно јужнословенско племе настањено на подручју реке Мораве (данашња Србија). Према неким изворима, називи племена Морављани и Тимочани односили су се на Србе.